# Sound Ideas
Sound Ideas est une société dépositaire de l'une des plus grandes bibliothèques d'effets sonores disponibles commercialement dans le monde. Elle a constitué celle-ci par acquisitions successives des effets sonores, par des exclusivités avec des studios de cinéma et par des productions en interne. Elle commercialise les fichiers sonores sous forme de collections en téléchargement, sur CD ou sur disque dur.

## Histoire
Fondée par Brian Nimens en 1978 comme studio d'enregistrement à 4 pistes pour les dialogues publicités, l'ajout de musique et d'effets lui a permis de singulariser son activité. Nimens a alors construit la bibliothèque d'effets sonores dans le but de gagner des clients pour le secteur de l'enregistrement. Finalement, il décide aussi de vendre des copies de la bibliothèque à partir du début des années 1980.
Initialement, la bibliothèque était produite sur magnétophone, car la qualité audio était supérieure à celle des albums de disques vinyles. En 1983, la société innove en proposant la première bibliothèque d'effets sonores au format disque compact. En 1986, elle continuait de vendre aussi sur cassettes audio en revendiquant la meilleure qualité d'enregistrement avec les dernières améliorations telles que le Dolby ou la réduction du bruit par DBXC. Depuis, la société a publié plus de 200 collections d'effets sonores et de musiques libres de droits. Elle a publié aussi des centaines de CD de musiques libres de droits sous son propre droit d'auteur. Au XXIe siècle, tout le catalogue de Sound Ideas est disponible numériquement, pouvant être acquis en téléchargement ou sur disque dur.

### Bibliothèques d'effets sonores
La première collection d'effets sonores de la société, la série 1000, est sortie en 1979 soit un an après la fondation de la société. La bibliothèque d'effets sonores comprend des milliers d'effets allant des machines à calculer aux pets simulés, et la qualité de ses effets est considérée comme excellente pour une utilisation cinématographique. C'est aussi en 1979 que la société a pu vendre sa première bibliothèque d'effets sonores à la compagnie Canadian Broadcastin Company. En 1980 d'autres ventes sont réalisées à l'Audio Engineering Society's Convention qui eut lieu à Los Angeles (Californie). En 1987, Sound Ideas a publié la série 2000 - un ensemble de 22 CD qui était la première bibliothèque d'effets sonores entièrement numériques au monde. En 1990, la société a publié la Lucasfilm Adventure Series Sound Effects Library, c'est-à-dire la bibliothèque d'effets sonores des films d'aventures de Lucasfilm, soit la première collection d'effets d'un grand studio de cinéma à être commercialisée. Elle a multiplié les accords commerciaux avec les grands groupes de cinéma et publié des bibliothèques d'effets sonores sous un accord exclusif avec Lucasfilm, ainsi qu'avec Hanna-Barbera, Warner Bros. Animation, 20th Century Fox, Universal Studios, Turner Entertainment et Jay Ward Productions.
La Série 6000, qui propose plus de 20 000 effets sonores sur 120 disques compacts, est probablement sa collection diverse la plus connue. Sortie en 1992, elle contient une variété d'effets sonores qui peuvent être ajoutés aux bandes sonores des films lors de la postproduction. Cette série sera déclinée en au moins deux versions, une dénommée The General et l'autre Extensions. Les effets sonores de la Sound Ideas sont également utilisés dans le monde entier dans d'autres médias que le cinéma, comme les émissions de radio et de télévision ainsi que dans de nombreux types d'applications multimédias.

### Croissance de la société
La société Sound Ideas dispose depuis 2007 d'une des plus larges bibliothèques mondiales d'effets sonores. En mai 2010, Sound Ideas achète la bibliothèque Digiffects SFX. Elle publie la bibliothèque Frank Serafine SFX en septembre 2015. En août 2016, elle achète la bibliothèque Mike McDonough SFX.
La General HD est la collection phare de la société. Cette collection propose pas moins de 46 423 effets sonores haute définition délivrés sur disque dur mais ce n'est pas sa plus grande collection. En effet, celle-ci se trouve être la Ultimate Hard Drive, qui propose plus de 286 000 effets sonores disponibles sur disque dur. Les deux collections contiennent une grande variété d'effets sonores qui peuvent être ajoutés aux bandes sonores de films, aux émissions de télévision ou aux jeux vidéo et autres applications multimédias pendant la post-production, et sont fournis avec une licence mondiale.
Le dépôt de bilan en 2014 de son plus ancien rival, Hollywood Edge (une ancienne filiale de Todd Soundelux qui a notamment travaillé sur les effets sonores de la série Game of Thrones), permet à Sound Ideas d'en acquérir les droits de ses bibliothèques sonores puis de les distribuer sur son site Internet. En 2020, Sound Ideas continue de croître en acquérant le site Sounddogs.com, société créé en 1997, avec qui elle était en partenariat depuis plusieurs années et qui dispose d'un catalogue de plus d'un million de sons.